# Giancarlo Castelli
Giancarlo Castelli (Milano, 14 marzo 1918 – 19 maggio 1988) è stato un calciatore e allenatore di calcio italiano, di ruolo centrocampista.

## Carriera

### Giocatore
Dopo gli esordi in Serie C con il Casale (nella stagione 1940-1941) e con il Vigevano ed una parentesi nel Casale (con cui nella stagione 1943-1944 disputa il Campionato Alta Italia), debutta in Serie B nel 1946-1947 con la Pistoiese, con cui gioca due campionati cadetti totalizzando 52 presenze e 2 gol.
Nel 1950 passa all'Acireale con cui disputa un campionato di Serie C.

### Allenatore
Dopo aver allenato per due stagioni consecutive l'Acireale, nella stagione 1962-1963 allena il Casale in Serie C.